# Plagiochila artsii
Plagiochila artsii är en bladmossart som beskrevs av Tamás Pócs. Plagiochila artsii ingår i släktet bräkenmossor, och familjen Plagiochilaceae. Inga underarter finns listade i Catalogue of Life.